# برابر ماه زیبا ۲
برابر ماه زیبا ۲ (به تامیلی: Chandramukhi 2) یا دختر رو به ماه ۲ (به انگلیسی: Moon faced girl 2) فیلمی هندی محصول سال ۲۰۲۳ و به کارگردانی پی. واسو است. در این فیلم بازیگرانی همچون راغوا لارنس، کانگانا رانوت، لاکشمی منون و رادیکا ساراتکومار ایفای نقش کرده‌اند.
این فیلم دنباله فیلم برابر ماه زیبا است.